# Prijepolje
Prijepolje (en serbio cirílico: Пријепоље) es una ciudad y un municipio en el distrito de Zlatibor en Serbia. De acuerdo con el censo de 2011, el municipio de Prijepolje tiene una población de 36.713 personas, mientras que en la propia ciudad habitan 13.068.  
Se encuentra a orillas del río Lim, en la región histórica del Sandžak, en un punto de paso entre Belgrado y el mar Adriático. Durante la Segunda Guerra Mundial fue anexada al Estado Independiente de Montenegro, y liberada por los Partisanos yugoslavos en 1943. Tiene un importante porcentaje de población de origen bosniaco, al encontrarse muy cerca de la frontera con Bosnia y Herzegovina.

## Etimología
El significado más probable del nombre de Prijepolje es "campo de Prija". De acuerdo con esta teoría, Prija era el dueño de la tierra antes de ser constituida la ciudad, ya que polje significa "campo" en serbio. Otra teoría sugiere que significaría "antes de los campos" (prije= antes; polje= campo).

## Geografía
Prijepolje se encuentra en la confluencia de los ríos Lim y Mileševka, en la carretera de Belgrado hacia el mar Adriático y el ferrocarril Belgrado - Bar. Es un punto de entrada de Serbia a Montenegro, a través del ferrocarril Prijepolje-Bijelo Polje. La carretera Belgrado-Adriático se cruza en Prijepolje con la carretera regional Pljevlja-Prijepolje-Sjenica. Esta vía discurre por más o menos por la misma ruta que la antigua calzada romana y otomana, conocida como camino de Dubrovnik. El pueblo está rodeado de colinas, siendo su pico más alto el Katunić, de 1734 m s. n. m. en las montañas Jadovnik, al sureste de la ciudad.
El cañón del río Mileševka, a 8 km del centro urbano, constituye una de las áreas naturales más importantes de la región. Forma parte de una reserva natural integrada en un parque natural Regional.

## Historia

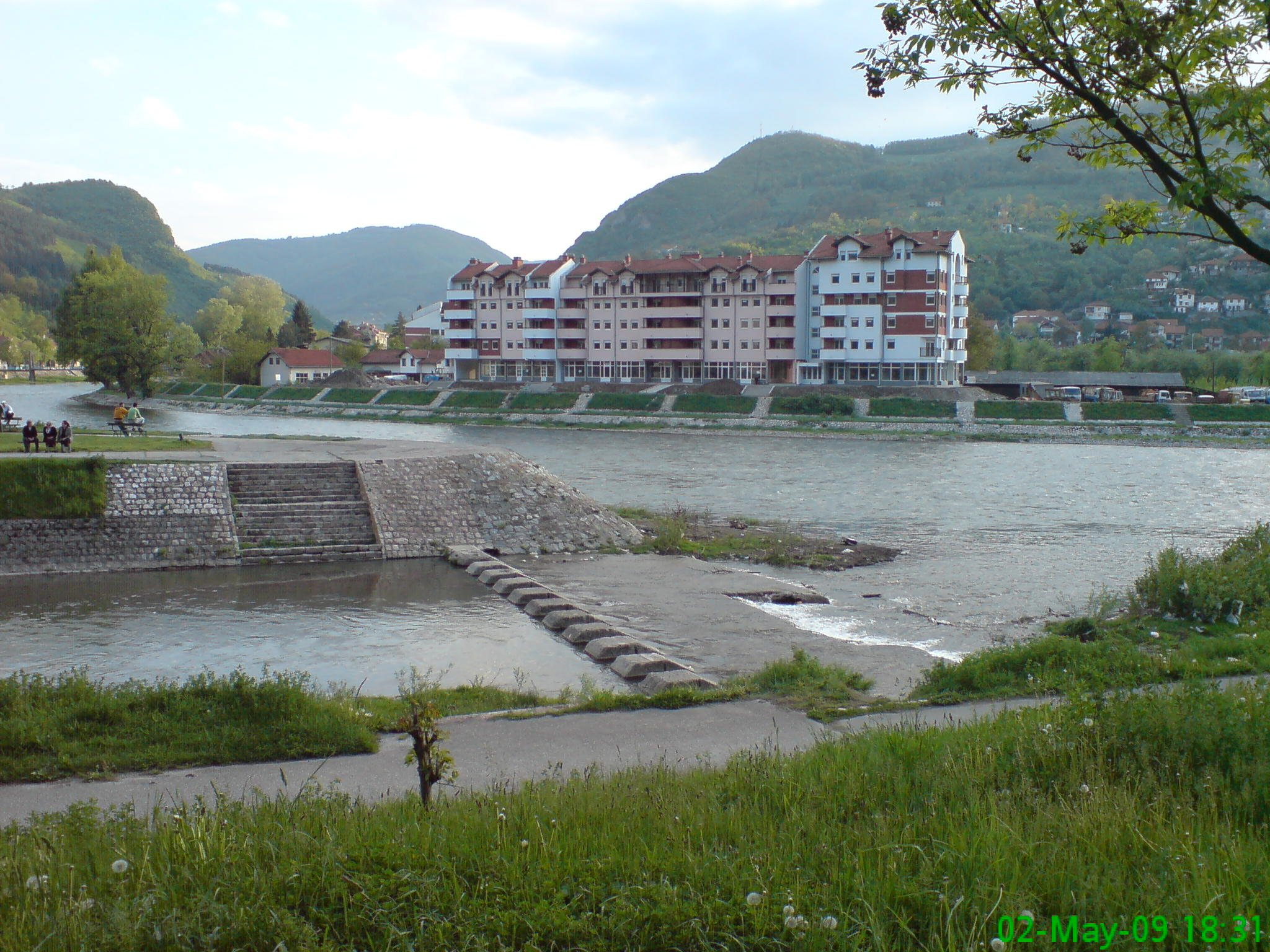
Confluencia del río Mileševka en el Lim, en la ciudad de Prijepolje.

El asentamiento que dio origen a la ciudad moderna se estableció en 1234, el mismo año en que se finalizó el Monasterio de Mileševa. Prijepolje fue mencionada por primera vez por Gijom Adam (1270-1341) en 1332, mientras que fuentes históricas de Dubrovnik lo hacen por primera vez en 1343. En las fuentes históricas, Prijepolje fue desarrollada como un asentamiento en la carretera de caravanas conocida como "carretera de Dubrovnik", que conectaba las áreas central y oriental de los Balcanes con el centro de la costa adriática. En el monasterio de Mileševa, Tvrtko I fue coronado el 26 de octubre de 1377, como rey de Bosnia, de los serbios y de las Tierras de la Costa y Occidentales.
En uno de los más antiguos documentos cartográficos realizados después de Mileševa que se menciona por primera vez Prijepolje, fue en el "Regno della Servia detta altrimentri Rascia", que fue realizado por Giacomo Cantelli da Vignola, cartógrafo al duque de Módena, Francisco II de Este, en 1689.
Durante la ocupación otomana se construyeron algunas mezquitas, siendo las más famosas la de Ibrahim Pasha y la de Kula Sahat. La región de Prijepolje (denominada Akova bajo el Imperio otomano) pertenecía al Sanjak de Novi Pazar, y se vio involucrada en los tumultuosos acontecimientos que liberaron a Serbia de la dominación otomana, como la Primera insurrección serbia y sus consecuencias.
Durante la Primera Guerra de los Balcanes (1912), la ciudad pasó del Imperio otomano al Reino de Montenegro, posteriormente a Serbia y, durante la Segunda Guerra Mundial, en una parte del Estado Independiente de Montenegro, que era un Estado títere del Eje. Prijepolje fue liberada por los Partisanos yugoslavos el 4 de diciembre de 1943 sin apenas oposición, pasando a celebrarse esta fecha como el Día de la Liberación de Prijepolje.
El 25 de febrero de 2009, el ayuntamiento aprobó la utilización como lengua cooficial del idioma bosnio (sumándose al serbio) en el municipio, de acuerdo con la legislación serbia que autoriza a los municipios donde más del 15% de la población no son serbios a utilizar su lengua original.

## Cultura

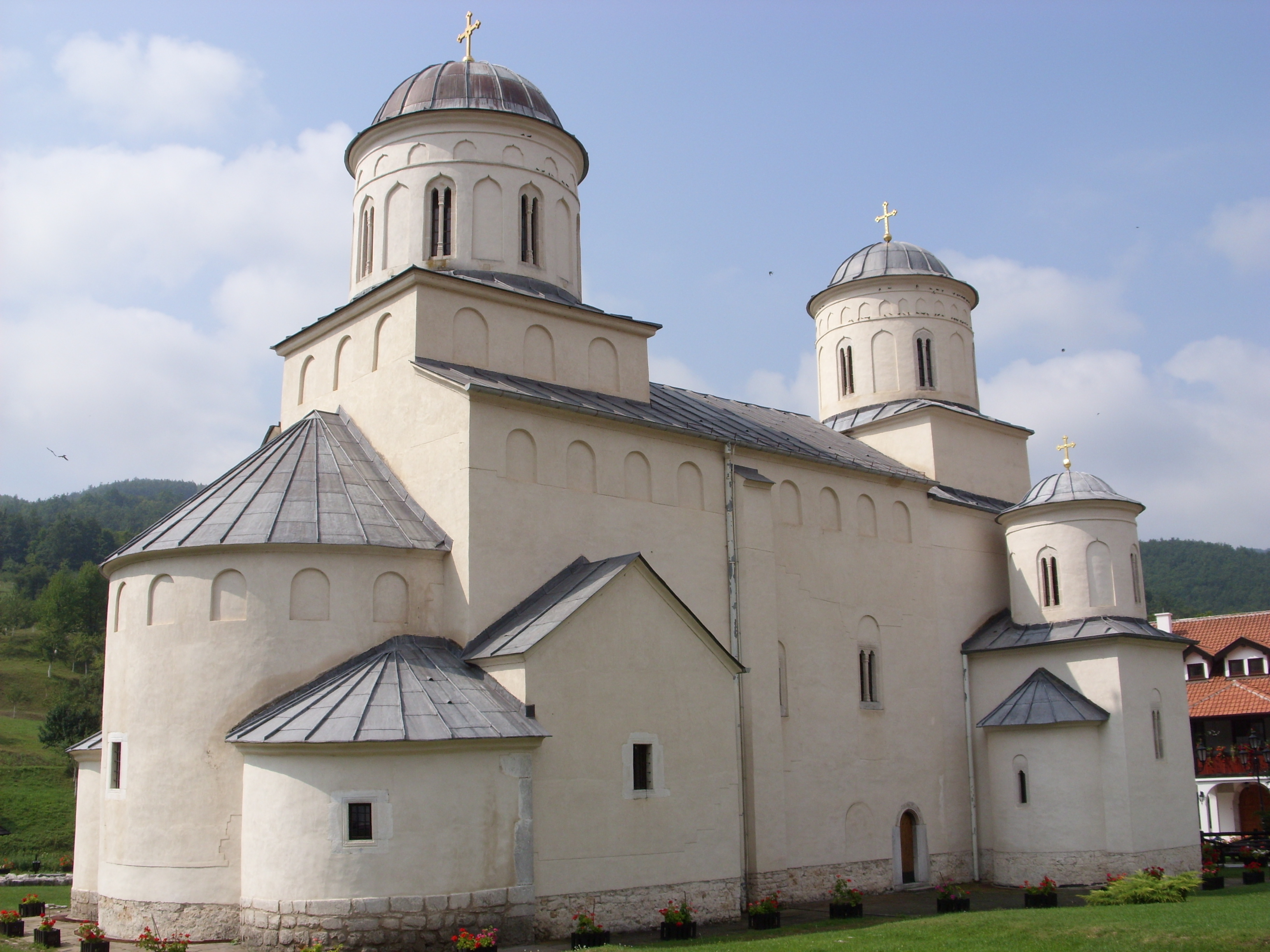
El Monasterio de Mileševa, fundado por el rey Esteban Vladislav entre 1234 y 1236. La iglesia tiene frescos de los artistas más importantes de la época, entre ellos uno de los más famosos de la cultura serbia, El Ángel Blanco, que representa a un ángel en la tumba de Jesucristo.

La principal muestra de patrimonio cultural en Prijepolje es el Monasterio de Mileševa, que se encuentra a 6 km al este de Prijepolje, junto al río Mileševka. El monasterio es famoso por el fresco El Ángel Blanco (Beli andjeo), un icono religioso muy conocido en Serbia, y por ser el lugar de descanso de San Sava, considerado el fundador de la Iglesia Ortodoxa Serbia.
Otros lugares de interés cultural son las mezquitas de Ibrahim Pasha y Kula Sahat, herencia de la ocupación otomana.

## Demografía
Según el censo de 2012, la población del municipio de Prijepolje estaba compuesta por los siguientes grupos étnicos:
- Serbios = 23,402 (56.82%)
- Bosniacos = 16,911 (40.58%)
- Otros = s/d

En el censo de 2002 fue el último en el que a los "Musulmanes" se les contaba como nacionalidad; es probable que a partir de entonces estos se declaren a sí mismos oficialmente como bosníacos.
- Serbios = 23,402 (56.82%)
- Bosniacos = 16,911 (31.83%)
- Musulmanes de nacionalidad = 3,812 (9.26%)
- Otros = s/d

## Personas ilustres
- Vlade Divac, exjugador de baloncesto que jugó en la NBA.
- Valter Perić, partisano yugoslavo de la Segunda Guerra Mundial.
- Sefer Halilović, general del ejército bosnio (ARBiH) y político.
- Ivica Dragutinović, futbolista de la selección de fútbol de Serbia.
- Aco Pejović, cantante de turbo-folk.
- Zvonimir Červenko, general del Ejército croata.
- Dženan Lončarević, cantante de música pop.
- Mihajlo Pjanović, futbolista.
- Aleksandar Svitlica, jugador de balonmano.
- Muhamed Preljević, exfutbolista.

## Ciudades hermanadas
- Köniz, Suiza.
- Eyüp, Turquía.